# Nagykomlós
 Nagykomlós (románul:  Comloșu Mare, németül:  Grosskomlosch; Großhopfendorf ) falu Romániában, a Bánságban, Temes megyében, Nagykomlós község központja. Az első világháborúig Torontál vármegye Zsombolyai járásához tartozott.

## Nevének változásai
1839-ben Komlós, 1863-ban Bánát-Komlós, 1873-ban, 1880-ban Komlós (Bánát-), 1890 –ben Nagy Komlós, 1920–ban Comloș,  1930-ban és 1941–ben Comloșul-Mare az elnevezése.

## Népessége
- 1900-ban 8015 lakosából 4029 volt német, 3545 román, 128 magyar, 313 egyéb (35 szerb)  anyanyelvű; 3948 római katolikus, 3590 ortodox, 409 görögkatolikus, 45 izraelita, 16 református és 7 egyéb vallású.
- 2002-ben a 4806 lakosából 3564 volt román, 949 cigány, 151 német, 52 magyar és 90 egyéb, 3967 ortodox, 328 római katolikus, 278 pünkösdista, 168 görögkatolikus és 65 egyéb vallású vagy ateista.

## Története
Reiszig Ede így ír a településről  Torontál vármegye községei című munkájában: „…A középkorban is már Komlós néven szerepel. A XV. században kisebb nemesek lakták. 1446-ban Fejéregyházi Jánosnak van benne része. 1450-ben Komlósi András és Mihály is birtokosai voltak. 1453-54-ben Hunyadi János kormányzó szerez itt részeket Kölkedi Jánosnétól és özvegy Fejéregyházi Benedeknétől. 1479-ben Muronyi Kónya Demeter itteni részbirtokát a budai káptalannak adományozta.
A falu valószínűleg Bali bég 1529. évi rablóhadjárata alatt pusztult el, mert a XVI. században sem a török, sem a magyar adólajstromokban nem fordul elő. 1647-ben puszta, melyet Palkonyai Nagy Balázs kapott, kinek magva szakadván, Wesselényi nádor 1657-ben Krecsics Györgynek, Szalatnai Györgynek és Tenturich Istvánnak adományozta.
A zentai diadal után szerb pásztorok szállották meg. 1717-ben már 20 háza volt. Neve 1657-ben Konus, 1702-ben Konas elferdített alakban szerepel. 1740 nyarán pestis volt a községben. 1743 őszén a temesvári igazgatóság az Oláhországból bevándorolt s ideiglen Vingán letelepített románoknak Komlóst jelölte ki letelepedési helyül és ugyanakkor ide költöztek a gyarmatai románok is. 1745-ben Vingáról újabb családok is jöttek ide. 1781-ben Nákó Kristóf vásárolta meg, a ki 1782-ben Békés vármegyéből ág. evangélikus vallású tótokat telepített ide, de ezek innen 1788-ban a Kisgáj melletti Sztamorára költöztek. Az első német települők 1771-ben Felső-Magyarországból és Luxemburgból vándoroltak be. 1811-ben a helység egy része leégett. 1838-ban Nákó János volt a helység földesura. A községben van San-Marco hercegné kastélya, melyet 1848 előtt Nákó János építtetett. A szerbek régi temploma az uradalmi gabonaraktár helyén állott, hol az oltár helyét most is kereszt jelöli. Ez a templom 1783-ban összeomlott. 1796-ban a görögkeleti románok új templomot építettek maguknak. A római katolikus templom 1868-ban, a görögkatolikus 1891-ben épült…”

## Nevezetességek
- 1794–1796 között épült temploma a romániai műemlékek jegyzékében a TM-II-m-A-06206 sorszámon szerepel.
- 18. századi fogadó (TM-II-m-B-06207)
- 1840–1846 között épült San Marco-kúria(wd) (TM-II-m-B-06208)

## Híres emberek
- Vasile Chiroiu (1910–1976) válogatott román labdarúgó
- Hans Diplich (1909–1990) német író
- Iulian Grozescu (1839–1872) román költő, publicista
- Ion Iancu (1931) román karmester
- William Totok (1951) német író